# Боб Бігналл
Роберт Френсіс Бігналл (англ. Robert Francis Bignall), відоміший як Боб Бігналл (англ. Bob Bignall, нар. 14 березня 1922, Вуллонгонг, Австралія — пом. 11 серпня 2013, Вуллонгонг, Австралія) — австралійський футболіст, який грав на позиції захисника. Відомий за виступами в низці австралійських клубів та у складі збірної Австралії, за яку грав на домашніх для австралійців літніх Олімпійських іграх 1956 року.

## Клубна кар'єра
Боб Бігналл народився у Вуллонгонгу. На клубному рівні грав у командах з Нового Південного Уельсу «Вунона-Буллі», «Норт Шор», «Коррімал» і «Саут Кост Юнайтед». У 50-х роках Бігналл був капітаном збірної Нового Південного Уельсу.

## Виступи за збірну
У 1954 році Боб Бігналл дебютував у складі збірної Австралії. У 1956 році на домашніх для австралійської збірної літніх Олімпійських іграх 1956 року в Мельбурні він був капітаном австралійської збірної. У складі збірної Бігналл грав до 1959 року, загалом у складі збірної зіграв 8 матчів, у яких забитими м'ячами не відзначився.

## Після закінчення виступів на футбольних полях
Після закінчення виступів на футбольних полях Боб Бігналл був тренером гончаків. Помер Боб Бігналл у 2013 році у Вуллонгонгу.